# 奇譚クラブ (企業)
株式会社奇譚クラブ（きたんクラブ、英: KITAN CLUB Co., Ltd.）は、東京都渋谷区にある、玩具の企画・デザインから製造・販売までを行う会社である。

## 概要
精密なフィギュアで知られる。アマガエルやキノコといった自然や生き物を題材とする（動物フィギュアと呼ばれる）「ネイチャーテクニカラー」や、「コップのフチ子」などのシリーズがある。
ただし、本社のカプセルトイ事業の一翼を担ってきた「ネイチャーテクニカラー」は、2014年からその部門を株式会社いきもんに分社化している。
当社の社名は、同名の性風俗雑誌『奇譚クラブ』に由来している。

## ヒット商品
これまでの同社ヒット商品のベスト4は以下の通りである。
- 第1位：コップのフチ子／2012年発売／売上げ700万個
- 第2位：ここは俺がくいとめる！お前は先に行くニャー！吸盤付きスタンド／2013年発売／売上250万個
- 第3位：シリーズ生きる「土下座ストラップ」／2010年発売／売上250万個
- 第4位：江頭2:50ストラップ／2010年発売／売上200万個